# Алехандро Ходоровски
Алехандро Ходоровски Прулански (на испански: Alejandro Jodorowsky Prullansky), познат и с галения прякор Ходо (Jodo), е чилийско-френски писател, актьор, режисьор и философ, известен с многостранните си таланти и крайната си ексцентричност.

## Биография
Роден през 1929 г. в малко селце на име Токопийа в Чили в семейството на емигранти от руско-еврейски произход от Украйна. След 23-тата си година живее само в чужбина, главно в Мексико и Франция (понастоящем – в Париж).
Мим от трупата на Марсел Марсо, автор на култови филми като „Фандо и Лис“ (1970), „Къртицата“ (1971), „Свещената планина“ (1973), „Света кръв“ (1989) и „Крадецът на дъги“ (1990), на книги по психомагия, стихосбирки и комикси (негови са текстовете на „Инкалът“ и адаптацията на „Дюн“, рисувани от легендарния Мьобиус).
Съосновател, през 1962-ра, заедно с Фернандо Арабал и Ролан Топор на т.нар. „паническо движение“ (от „пан“ като „всичко“ и бог Пан, „който винаги се проявява чрез трите свои свойства: ужас, смях и симултанност“).